# Ašraf Marván
Ašraf Marván (2. února 1944, Káhira, Egypt – 27. června 2007, Londýn, Spojené království) byl egyptský podnikatel a špion, který spolupracoval s izraelskou tajnou službou Mosad. Bývá označován jako nejlepší špion 20. století.

## Život
Ašraf Marván se narodil do vysoce postavené a bohaté egyptské rodiny. V roce 1965 na Káhirské univerzitě absolvoval obor chemické inženýrství a byl odveden do armády. Téhož roku se seznámil s Monou, dcerou prezidenta Gamála Násira, se kterou se později oženil. Začal pracovat v prezidentské kanceláři, v čemž pokračoval i po Násirově smrti, kdy se prezidentem stal Anvar as-Sádát. Ve své funkci Marván spolupracoval se saúdskými a libyjskými zpravodajskými službami. Získal tak rovněž informace o připravovaném útoku Egypta na izraelská území.
V roce 1970, ve věku 26 let, začal Marván spolupracovat s Mosadem, pro který byl nesmírně cenným zdrojem informací. Izraelským tajným službám předal kompletní soupis egyptské armády, včetně počtu jednotek nebo jmen a charakteristik důstojníků. V říjnu 1973 varoval Izrael před vypuknutím Jomkipurské války.
Marván byl velmi bohatý obchodník. Vlastnil také asi 3% podíl ve fotbalovém klubu Chelsea.

## Smrt
V roce 2002 byl prozrazen, v egyptském tisku byl označen za izraelského agenta. V červnu 2007 byl nalezen mrtev pod okny svého bytu v Londýně. V době pádu byl živý. Otázka, zda šlo o vraždu nebo sebevraždu, nebyla zcela objasněna. Proti sebevraždě hovoří např. to, že měl naplánovanou schůzku se svými spolupracovníky, které ujistil, že brzo přijde, nebo koupenou letenku do Spojených států na tentýž večer. Měl další plány s rodinou. Nenechal také žádný vzkaz. Nebyly však nalezeny ani žádné důkazy, které by podpořily verzi, že šlo o vraždu. Podle sdělení jeho manželky se však o svůj život obával a byl si vědom toho, že má nepřátele. Podle rodiny se také v den jeho smrti ztratily jeho paměti, které měl téměř hotové.

## Ve filmu
V roce 2018 o něm byl natočen film The Angel. Hlavní roli ztvárnil herec Marwan Kenzari.